# Kariotip
Kariotip je celoten nabor parov metafaznih kromosomov v celicah nekega organizma, urejenih po velikosti, položaju centromer in drugih pomembnih lastnostih. Iz tega je možno razbrati število kromosomov in morebitne nepravilnosti v njihovi zgradbi. Postopek priprave kariotipa iz posnetkov preparata kromosomov nekega osebka imenujemo kariotipizacija. Običajno kariotip opisuje kromosomsko število in izgled kromosomov pod svetlobnim mikroskopom. S preurejanjem posnetkov posameznih parov homolognih kromosomov po velikosti in položaju centromer (za kromosome enake velikosti) dobimo standarden format, imenovan kariogram oz. idiogram.
Preučujejo se razne fizične lastnosti, kot so dolžina, položaj centromer, vzorec pasov in razlike med spolnimi kromosomi. Iz njih je možno ugotoviti kromosomske aberacije, ki so lahko vzrok raznih bolezni, v širšem smislu pa so kariotipi uporabni tudi za preučevanje delovanja celic in taksonomski položaj organizma oz. njegovo evolucijsko zgodovino (kariosistematika). S študijo kariotipov se ukvarja veda, imenovana citogenetika.

## Postopek

### Barvanje
Opazovanje strukture kromosomov je možno po barvanju v fazi, ko so kromosomi primerno kondenzirani. Običajno celice ustavijo med delitvijo z uporabo kolhicina v metafazi ali prometafazi ter barvajo po Giemsi. Za pravilno barvanje morajo biti vse kromosomske beljakovine odstranjene z encimsko razgradnjo in centrifugiranjem. Pri človeku so najbolj uporabne bele krvničke, saj jih je možno enostavno gojiti v celičnih kulturah in sprožiti delitev. Včasih se opazuje nedeleče celice (v interfazi), denimo za ugotavljanje spola zarodka.
G-proganje razkrije tudi podrobnejšo kromosomsko strukturo: regije heterokromatina, bogatega z adeninom in timinom (AT) se obarvajo temneje, manj kondenzirane evkromatinske regije, bogate z gvaninom in citozinom (GC) in bolj prepisovalno aktivne, pa svetleje, saj se nanje veže manj barvila.

### Opazovanje
S kariotipizacijo v medicini lahko diagnosticiramo večje kromosomske nepravilnosti, kot so spremembe števila kromosomov (anevploidija), translokacije in razne spremembe vzorca G-proganja, ki nastanejo zaradi insercij ali delecij. Slabost metode je dokaj nizka ločljivost, ki je v velikostnem razredu 3–10 Mb in do neke mere podvržena subjektivni oceni strukture prog, zaradi česar z njo ne moremo zaznati mikromutacij, ki so odgovorne za nezanemarljiv del genetskih bolezni pri človeku. Zato jo v sodobni medicini nadomešča molekularna kariotipizacija s tehnikami molekularne biologije.
Za študije kariosistematike običajno opazujemo in primerjamo naslednje značilnosti kariotipov:
1. Absolutno velikost genoma. Kromosomsko število se lahko pri rastlinah razlikuje za večdesetkrat znotraj iste družine zaradi pogostega pojava duplikacije.
2. Položaj centromer.
3. Relativno velikost kromosomov.
4. Kromosomsko število.
5. Število in položaj satelitov – majhnih telesc, ki se držijo koncev kromosomov.
6. G-proganje

## Človeški kariotip
Normalen človeški kariotip vsebuje 22 parov avtosomalnih kromosomov in en par spolnih kromosomov (alosomov). Pri ženskah kariotip vsebuje dva kromosoma X, označen je s »46,XX«, medtem ko moški kariotip vsebuje en kromosom X in en kromosom Y, označeno s »46,XY«.